# Stelis lutea
Stelis lutea är en orkidéart som beskrevs av John Lindley. Stelis lutea ingår i släktet Stelis och familjen orkidéer. Inga underarter finns listade i Catalogue of Life.